# Синагога (Скала-Подільська)
Синагога, відома як Бет Ам (Beth Am) — найновіша з восьми колишніх синагог міста Скала-Подільська (Тернопільська область, Борщівський район). Побудована наприкінці 19 століття. Знаходиться на вул. Міцкевича. Пізніше закрита і перебудована на двоповерховий будинок.
Єврейська громада Скали-Подільської практично загинула в роки Другої світової війни.
Будівля двоповерхова, з чотирма довгими вікнами на першому поверсі і п'ятьма на другому. Над вікнами другого поверху також розташовані декоративні круглі вікна, розділені колонами. Фронтон з декоративним кільцем, в якому раніше була намальована зірка давида. З лівого боку був напис Бет Ам (будинок народу) латиницею, праворуч — єврейською.
Пам'ятка архітектури місцевого значення України.

## Галерея

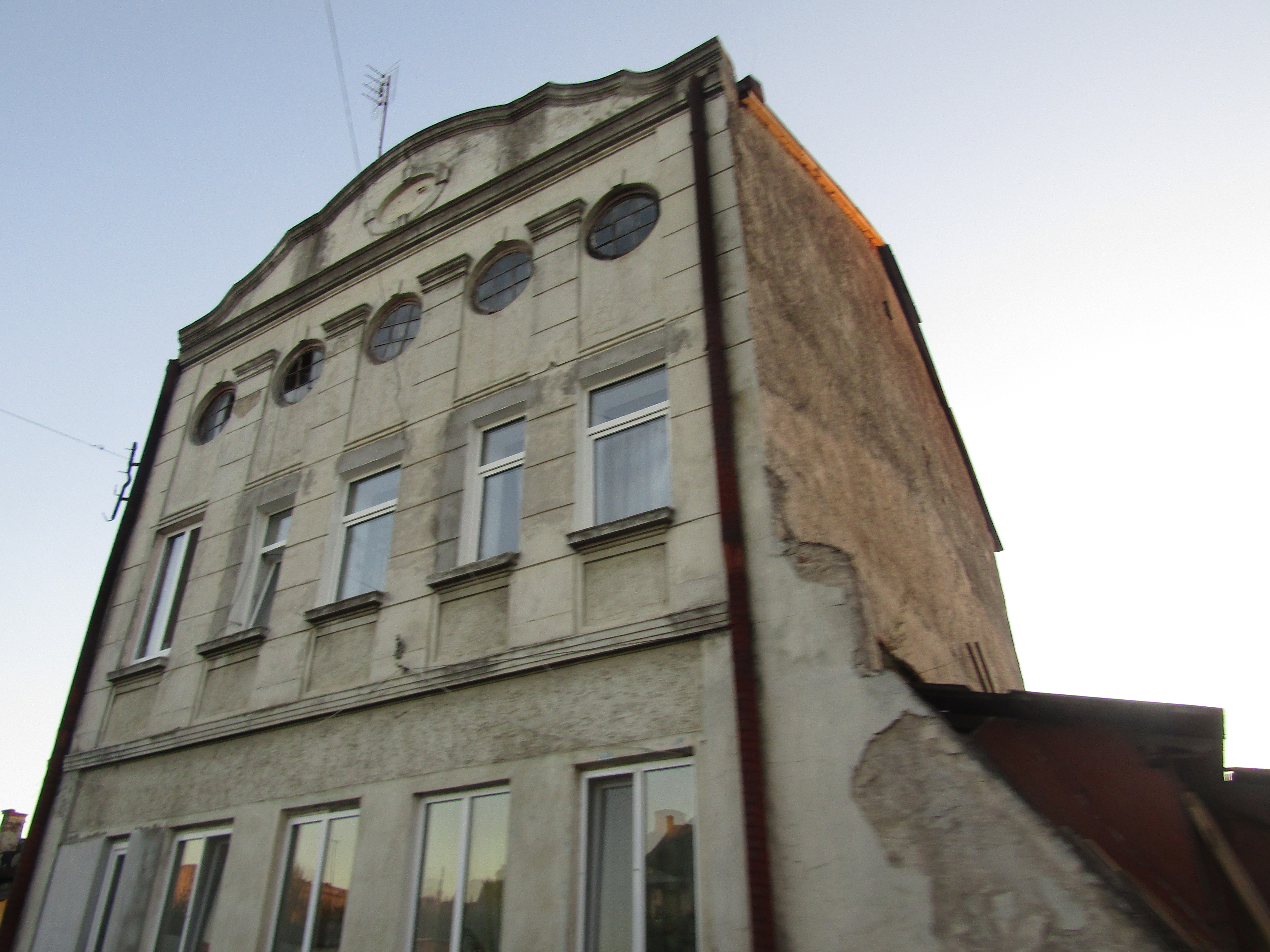
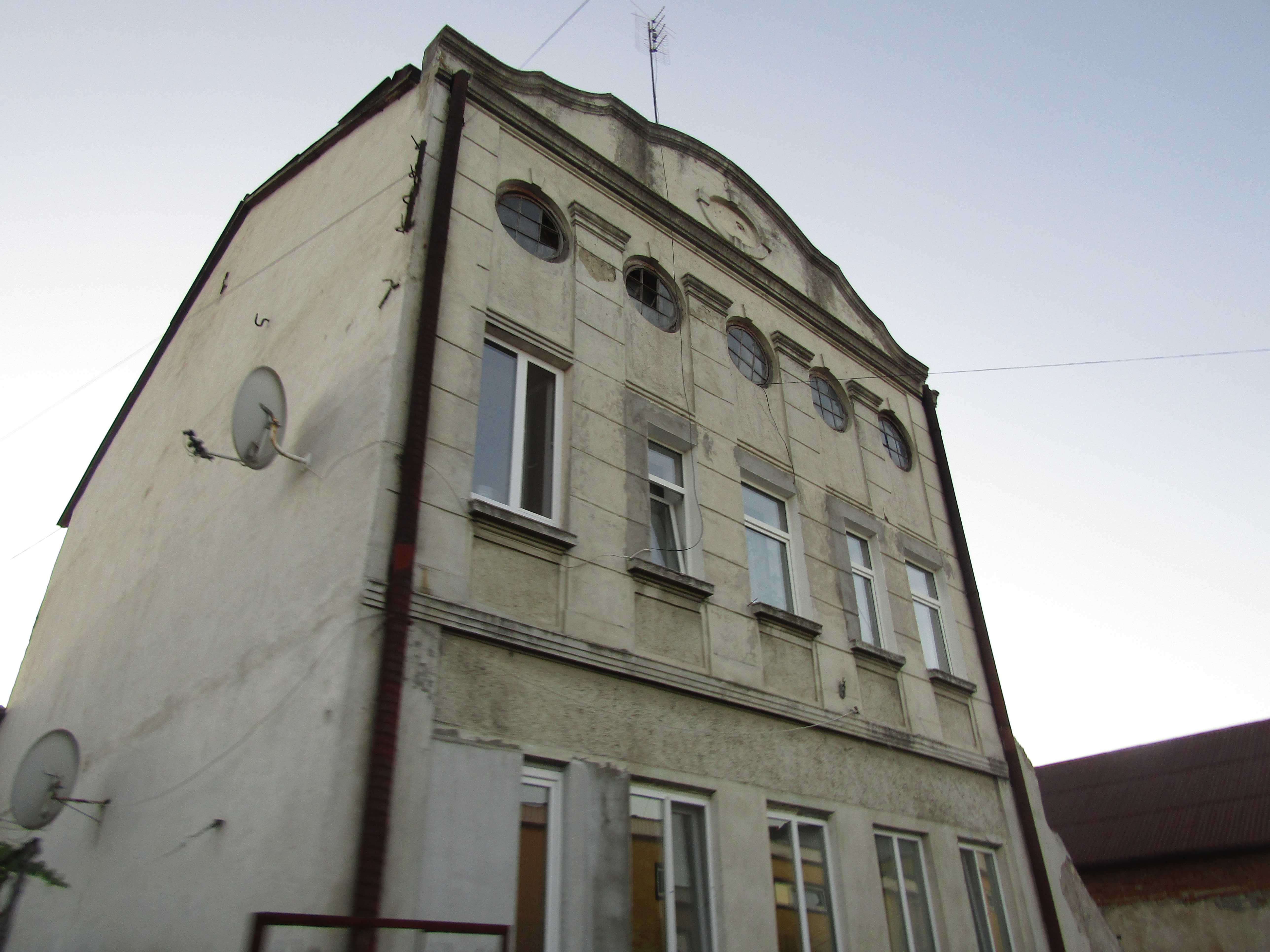